# Национальный исследовательский институт ветеринарии
Национальный исследовательский институт ветеринарии (англ. National Veterinary Research Institute, NVRI) — научно-исследовательский институт в Нигерии, основанный в 1924 году. Основными задачами института являются исследования в области диагностики, лечения и контроля зоонозных заболеваний, разработка вакцин, а также поддержка фермеров, занимающихся разведением скота и птицы. Институт находится под управлением Федерального министерства сельского хозяйства и развития сельских районов. Директором института является Мариам Мухаммад, ветеринарный врач, специализирующаяся на молекулярной эпидемиологии Salmonella в птицеводстве, общественном здравоохранении и экологии.

## История
Институт был основан в 1924 году для борьбы со вспышками чумы крупного рогатого скота (pinderpest), которая опустошала стада в Нигерии и Западной Африке в периоды 1885—1890 и 1913—1914 годов. В 1913 году в Заря был создан ветеринарный отдел, занимавшийся переписью скота, мониторингом заболеваний и их контролем через карантинные меры. В 1924 году отдел был переведён в город Вом (ныне штат Плато), где стал ветеринарной лабораторией. В том же году лаборатория разработала гипериммунную сыворотку против чумы крупного рогатого скота, став центром ветеринарных исследований и производства вакцин для Нигерии и стран Западной Африки. В 1975 году, согласно декрету № 35 о сельскохозяйственных исследовательских институтах, учреждение получило современное название. Первые выпускники ветеринарных программ в Нигерии появились только в 1967 году благодаря сотрудничеству Университета Ахмаду Белло и Университета Ибадана.

## Функции
Основные направления исследований NVRI включают:
- птичий грипп;
- бешенство;
- бруцеллёз;
- сальмонеллёз;
- трансграничные болезни животных, такие как контагиозная плевропневмония крупного рогатого скота, ящур и ньюкаслская болезнь.

Институт также оказывает поддержку фермерам, занимающимся птицеводством и животноводством.

## Лабораторные услуги
NVRI располагает центральной диагностической лабораторией в Воме и сетью из 23 региональных лабораторий. Здесь также находится региональная лаборатория Продовольственной и сельскохозяйственной организации ООН (ФАО) по трансграничным болезням животных, включая птичий грипп, для Западной и Центральной Африки. В институте есть:
- Биотехнологический комплекс с оборудованием для ПЦР-анализа, количественной ПЦР и культивирования тканей;
- Лаборатория BSL-3, включённая в сеть лабораторий по подтверждению случаев COVID-19;
- Лаборатория BSL-2 для исследований ящура и гриппа животных[13][12][14].

## Образование
В 1945 году при институте была открыта ветеринарная школа для подготовки ассистентов. В 1963 году введена программа «Диплом по здоровью животных и животноводству». В 1980 году школа стала Колледжем здоровья животных и животноводства, а в 1991 году была переименована в Федеральный колледж здоровья животных и технологии производства. Сейчас колледж, в сотрудничестве с Университетом Абубакара Тафавы Балевы, предлагает программы бакалавриата по сельскохозяйственным наукам (животноводство) и последипломные программы.

## Исследования
В 2022 году NVRI совместно с Институтом Пирбрайта и Королевским ветеринарным колледжем (Лондон) исследовал методы борьбы с оспой овец и коз. Были разработаны инструменты для оценки экономического ущерба и калькулятор вакцинации. Отдел вирусных исследований изучает:
- африканскую чуму свиней;
- ящур;
- ньюкаслскую болезнь;
- болезнь Гамборо;
- парагрипп животных;
- синдром снижения яйценоскости;
- каприпокс;
- бешенство[20].

## Производство вакцин
Отдел бактериальных вакцин производит:
- Вакцину против сибирской язвы;
- Вакцину против чёрной ножки;
- Вакцину Brucella (S.19);
- Вакцину против контагиозной плевропневмонии;
- Вакцину против геморрагической септицемии;
- Вакцину против холеры птиц;
- Вакцину против тифа птиц;
- HantaVac для иммунизации скота[21].

Отдел вирусных вакцин разрабатывает вакцины против:
- оспы птиц;
- инфекционного бурсита;
- бешенства;
- чумы мелких жвачных (PPR);
- термостабильной вакцины против ньюкаслской болезни (штамм I2)[22].

Федеральное министерство сельского хозяйства Нигерии критиковало темпы производства вакцин, отмечая их недостаточность для борьбы с болезнями скота. Ветеринарные ассоциации предлагали приватизировать производство вакцин.
В 2022 году правительство Нигерии объявило о планах производства вакцины против COVID-19 в NVRI.